# Piergorita-(Ce)
La piergorita-(Ce) és un mineral de la classe dels silicats. Rep el nom per Giancarlo Pierini (n. 1929) i Pietro Gorini (n. 1939), dos reconeguts i interessats col·leccionistes de minerals italians, membres de l'AMI, l'Associació Micromineralògica Italiana. El nom de l'espècie és l'acrònim dels seus cognoms: "Pier"ini i "Gor"ini.

## Característiques
La piergorita-(Ce) és un silicat de fórmula química Ca₈(Ce,Th,La,Nd)₂(Al0.5,Fe3+0.5)(◻,Li,Be)₂Si₆B₈O36(OH,F)₂. Va ser aprovada com a espècie vàlida per l'Associació Mineralògica Internacional l'any 2005. Segons la classificació de Nickel-Strunz, la piergorita-(Ce) pertany a «09.DL - Inosilicats amb 5 cadenes dobles periòdiques, Si10O28» juntament amb la inesita.

## Formació i jaciments
Va ser descoberta a Tre Croci, al municipi de Vetralla, dins la província de Viterbo (Laci, Itàlia). També ha estat descrita a la propera localitat de La Botte, també pertanyent al municipi de Vetralla. Aquests dos indrets són els únics de tot el planeta on ha estat descrita aquesta espècie mineral.